# Musique tibétaine
 (juin 2016).
Si vous disposez d'ouvrages ou d'articles de référence ou si vous connaissez des sites web de qualité traitant du thème abordé ici, merci de compléter l'article en donnant les références utiles à sa vérifiabilité et en les liant à la section « Notes et références ».

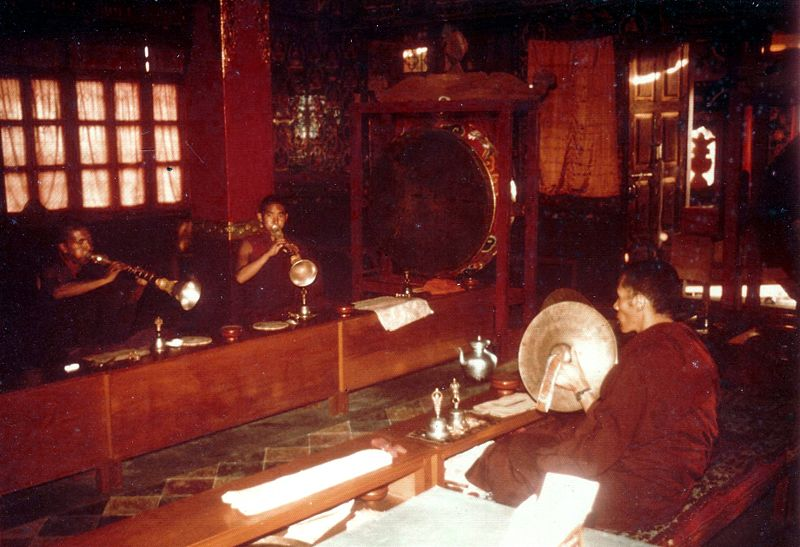
Moines tibétains.

La musique tibétaine reflète l'héritage culturel de la région transhimalayenne, dont le centre est le Tibet, mais aussi de tous les groupes ethniques tibétains disséminés en Inde, au Bhoutan, au Népal et ailleurs dans le monde. La musique tibétaine est avant tout une musique religieuse, ce qui montre la profonde influence du chamanisme, du bön et du bouddhisme tibétain dans la culture du pays. 
Cette musique n'est rendue accessible qu'à partir de l'annexion chinoise de 1959 ; elle se décline en plusieurs genres. Elle fait désormais aussi partie de la musique régionale chinoise.

## Genres

### Musique mongole

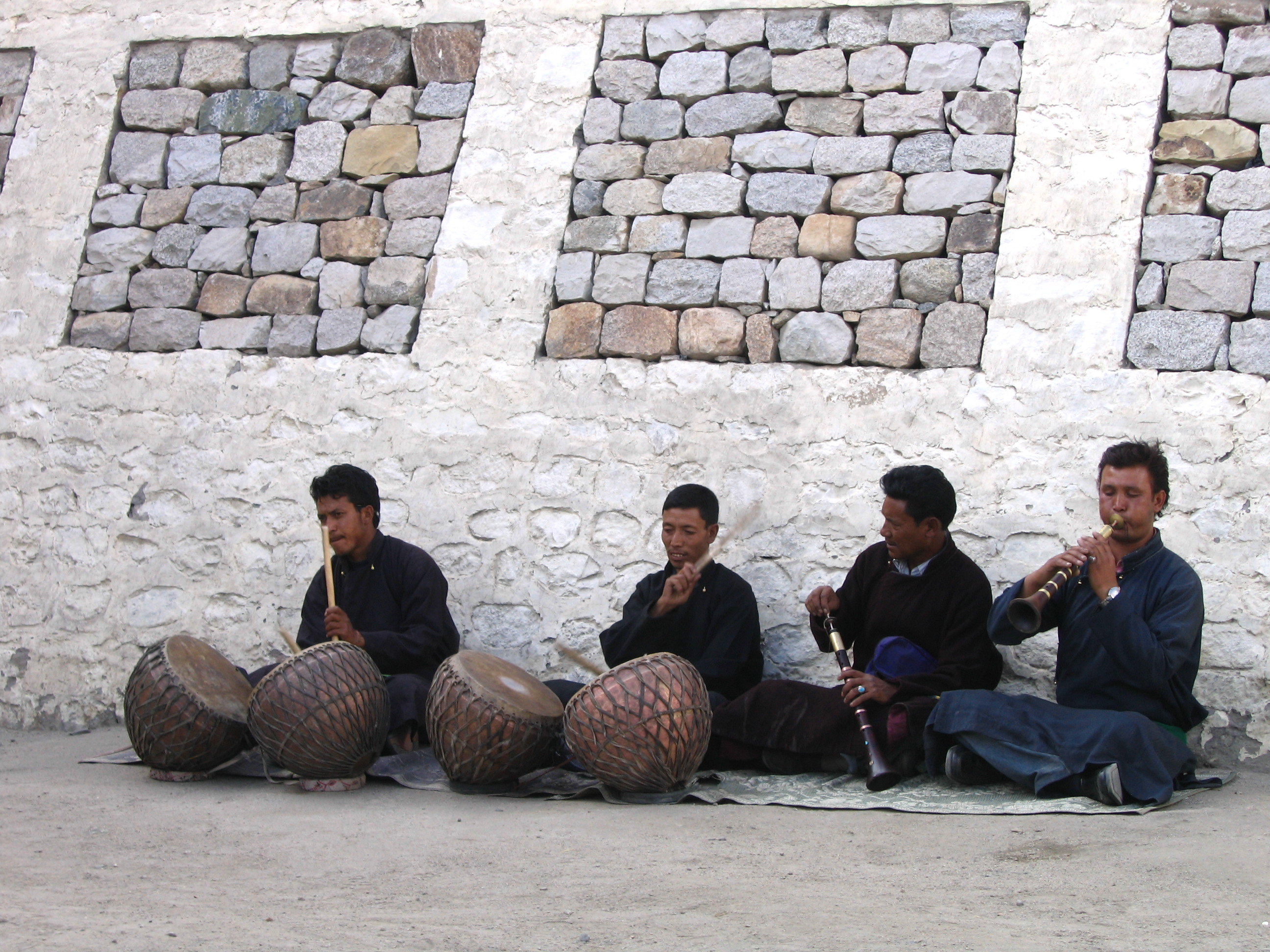
Musiciens au Ladakh.

Il s'agit des chants liturgiques pratiqués par les moines, notamment les chœurs gutturaux, en vue d'obtenir une illumination plus propice. Ils peuvent être dédiés à la méditation, ou à des cérémonies publiques. Ils peuvent durer plus d'une heure et sont antiphonaux, alternant les chœurs et les parties instrumentales. Les paroles sont issues du texte sacré bKa'-'gyur (recueil des paroles du Bouddha). Il existe une sorte de partition (dbyangs-yig) pour son exécution. Ces chants ont certainement une origine indienne, et usent parfois d'un bourdon.
Il y a trois sortes de chants : récitatif non mesuré ; gdang, hymne choral à l'unisson, au tempo lent et à la rythmique ornementée pouvant servir autant de support méditatif qu'à l'exorcisme ; et dbyangs (voyelle), chant guttural grave correspondant à un chant de gorge, dit diphonique, à la dixième harmonique, nommé aussi « voix de dzo » (du nom d'un hybride de yak et de vache), notamment au sein de certains monastères de l'ordre ge-lugs-pa, ayant développé certaines techniques (rGyud-smad et Gyud-stod). Ils sont accompagnés par des instruments à vent et à percussion, très sonores, souvent joués en paires : rgya gling (hautbois), rkang gling et dung (trompes), dung dkar (conque), gsil snyan, rnga et damaru (tambours), gsil snyan et rol mo (cymbale) et dril bu (cloche).
Bien qu'assimilée par le tantrisme tibétain, elle reste une survivance chamanique de cette tradition, par l'usage d'instruments en os humain ou animal et l'omniprésence du tambour (phyed rnga) ou de la cloche (gshang) en tant que véhicule spirituel pour le prêtre. Musique de transe et de rituel, chantée parfois dans les monastères, ou jouée sur des luths (sgra snyan et pi wang), elle est plus simple que la musique liturgique bouddhiste. À l'image des mystères médiévaux, ce genre presque liturgique (mêlant bön et bouddhisme) consistant en des hagiographies vivantes, est connu sous le nom de cham, et est lié à la danse masquée et costumée et à une sorte d'exorcisme. Ce sont des moines qui le pratiquent en dehors des monastères, accompagnés d'ensembles instrumentaux avec rgna, rgya-gling, et dung-chen notamment.

### Musique de cour
Le gar est une musique de cour dansée avec des sabres et dédiée au dalaï-lama depuis le XVIIe siècle. On y chante des chants populaires garlus. Le chant antiphonal est un type de chant narratif qui se rencontre lors de représentation de drames. Très différent des mélodies chinoises, c'est un chant épique, avec des arpèges et peu de rythme. Il y a deux styles :
- nang ma, au départ musique aristocratique de Lhassa du début du XXe siècle, c'est devenu un chant dansé séculier accompagné d'instruments (dranyen, pi wang, rgya gling, et rgyu mang) lors de festivals (plus de cent chants existent).
- lha mo ou a che lha mo, opéra tibétain narratif (seules huit pièces subsistent), drame dansé (masqué et costumé), mimé, chanté et parfois joué par les moines. Il date du XIVe siècle et intègre des éléments chamaniques, populaires et littéraires. Un narrateur fait le lien entre les trois parties de l'opéra que deux musiciens accompagnent aux percussions, notamment pendant les danses.

### Musique sino-mongole

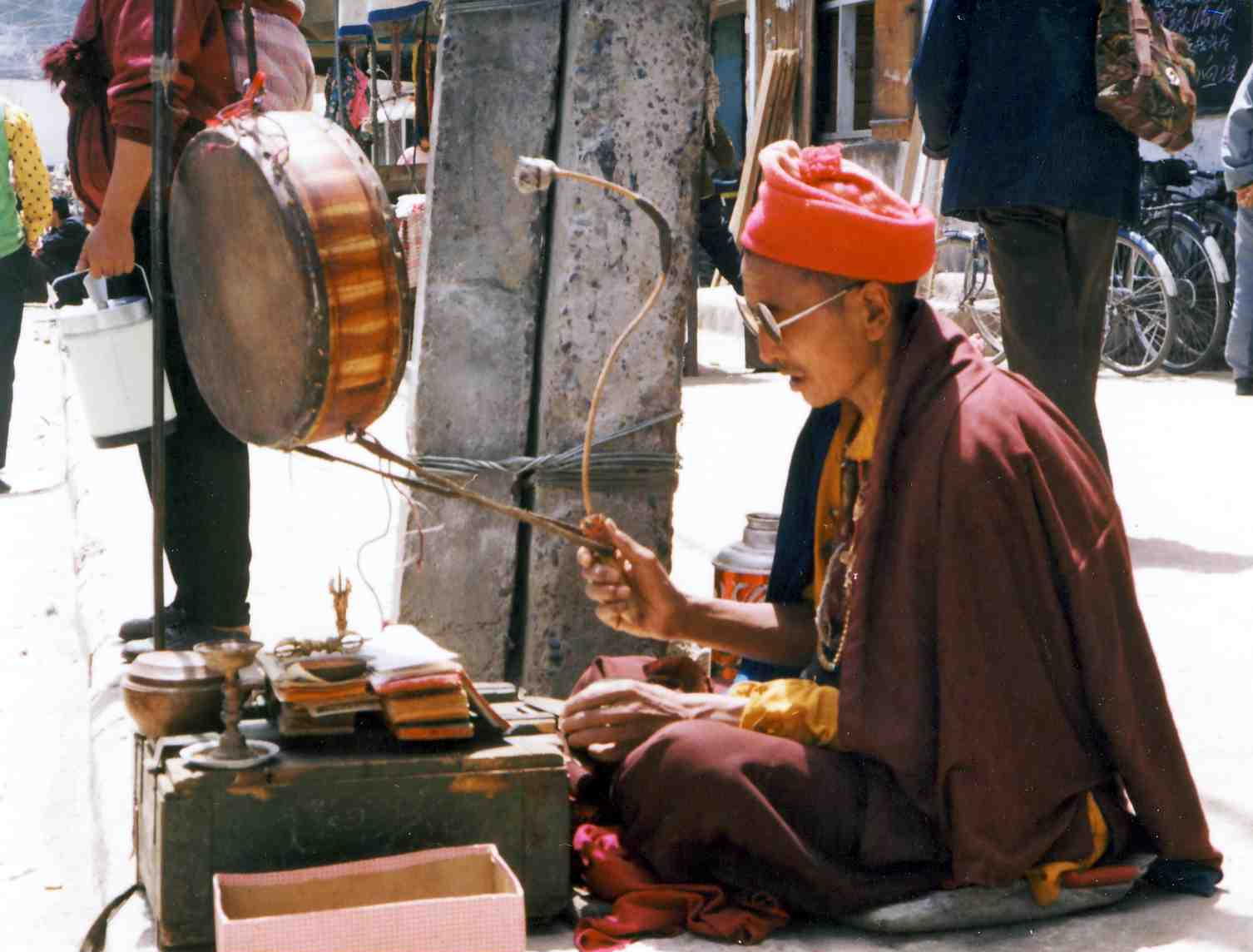
Moine mendiant à Lhassa (1993).

Elle ressemble à la musique chinoise d'opéra et peut être séculière ou sacrée, vocale ou accompagnée de divers instruments.

### Musique folklorique
Bien que fort répandue, la musique folklorique n'est guère riche mais il existe un répertoire de chants lu, destinés à l'accompagnement des activités humaines (travail, jeux, etc.). D'essence vocale en une contrée désertique de nomades et de pasteurs, elle reste liée aux activités humaines. Les bardes zongke chantent aussi a cappella l'épopée de Ge-sar ou Gesar, du nom d'un roi, connu jusqu'en Mongolie. La musique vocale est de deux genres : glu (a cappella), et ghazs ou stods-gzhas (accompagné de danses ou d'instruments, pour les événements festifs avec nang-ma, au style plus aristocratique, et/ou gor-shae, une danse populaire accompagnée au chant.

### Musique populaire contemporaine
- Agu Pema (musique traditionnelle de l'Amdo) ()
- Han Hong (tibétain : དབྱངས་ཅན་སྒྲོལ་མ་, 韩红, hán hóng), née en 1971
- Jampa Tsering (tibétain : བྱམས་པ་ཚེ་རིང་) 1960 — 1997
- Kelsang Metok (tibétain : བཀལ་བཟང་མེ་ཏོག, 格桑梅朵, gésāng méiduǒ), née en 1984.
- Riga et Lhakyi
- Tseten Dolma (tibétain : ཚེ་བརྟན་སྒྲོལ་མ།, 才旦卓玛, Cáidàn Zhuōmǎ), née en 1937.
- Tshewang Lhamo (tibétain : ཚེ་དབང་ལྷ་མོ)
- Yungchen Lhamo (tibétain : དབྱངས་ཅན་ལྷ་མོ)

## Instruments traditionnels

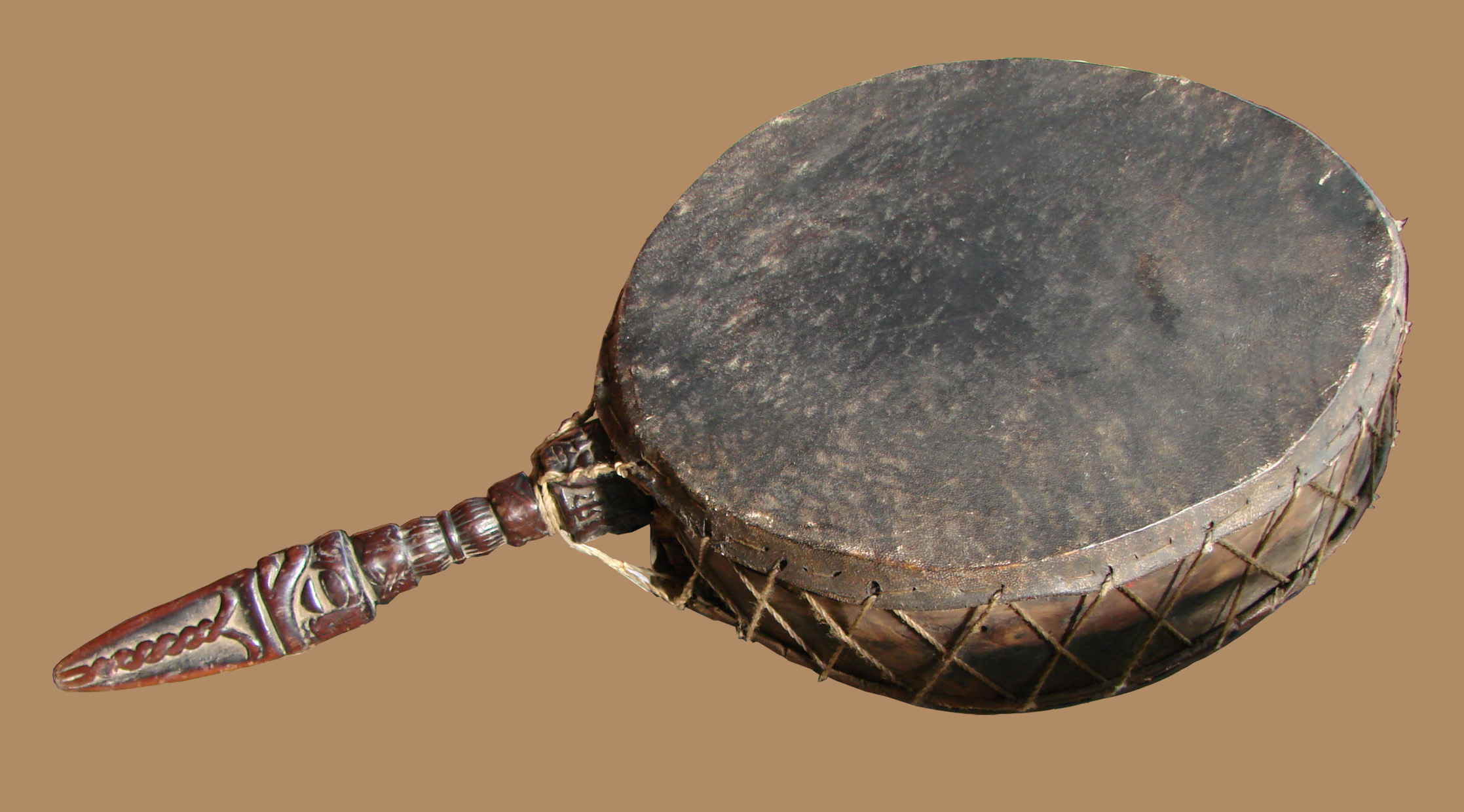
Tambour.

Il existe environ 70 instruments au Tibet. Les idiophones comprennent : rol mo, gsil snyan, ding shag, ding ling, khar rnga, gshang, et dril bu. Les membranophones comprennent : ida mán, chos rnga, phyed rnga, rnga, et damaru. Les cordophones comprennent :  dranyen, rgyud mang, et pi wang. Les aérophones comprennent : ti gling, rgya gling, dbang dung ou rkan dung, glin bu, rkang gling, sor na, dung dkar, dung ou rag dun et dung-chen,  rkang-gling (cf enregistrement ci-contre, mission M. Helffer, 1983-84).